# Dekanat zgierski
Dekanat zgierski – dekanat archidiecezji łódzkiej. Obszarowo obejmuje miasto Zgierz oraz pobliskie miejscowości: Dąbrówka Wielka, Jastrzębie Dolne, Jastrzębie Górne, Lućmierz, Malice, Marianka, Sowice, Strumiany, Wymokłe.
Zamieszkuje go ok. 45,7 tys. mieszkańców. Dziekanem jest ks. dr Andrzej Blewiński, proboszcz parafii Matki Bożej Dobrej Rady w Zgierzu. Funkcję wicedziekana pełni ks. kanonik Jerzy Kowalczyk (proboszcz parafii Najświętszej Maryi Panny Różańcowej w Zgierzu).
Składa się z 8 parafii (w tym 6 zgierskich):
- parafia Świętych Apostołów Piotra i Pawła w Białej
- Parafia Przemienienia Pańskiego i Świętego Maksymiliana Marii Kolbego w Dąbrówce Wielkiej
- Parafia Chrystusa Króla w Zgierzu
- Parafia Matki Bożej Dobrej Rady w Zgierzu
- Parafia Najświętszej Maryi Panny Różańcowej w Zgierzu
- Parafia św. Jana Chrzciciela w Zgierzu
- Parafia św. Katarzyny Aleksandryjskiej w Zgierzu
- Parafia św. Jana Pawła II w Zgierzu